# Demandice
Demandice és un poble i municipi d'Eslovàquia que es troba a la regió de Nitra, al sud-oest del país. Comptava amb 963 habitants el 2017

## Història
La primera menció escrita de la vila es remunta al 1291.
La localitat va ser annexada per Hongria després del primer arbitratge de Viena el 2 de novembre de 1938. L'any 1938 tenia 1.261 habitants dels quals 12 d'origen jueu. Formava part del districte de Šahy (hongarès: Ipolysági járás). El nom de la localitat abans de la Segona Guerra Mundial era Demandice/Deménd. Durant el període 1938 - 1945, el nom hongarès Deménd era d'ús normal. A l'alliberament, el municipi va ser reintegrat a la Tercera República Txecoslovaca reconstituïda.

## Demografia
| Godina             | 1994 | 2004   | 2014   | 2024  |
| ------------------ | ---- | ------ | ------ | ----- |
| Nombre de persones | 1031 | 1001   | 1000   | 915   |
| Diferència         |      | −2,90% | −0,09% | −8,5% |

| Godina             | 2023 | 2024   |
| ------------------ | ---- | ------ |
| Nombre de persones | 919  | 915    |
| Diferència         |      | −0,43% |